# Citibank (Colombia)
Citi o Citibank Colombia S.A. es un banco que opera en Colombia parte del Citigroup. 

## Historia
Inicia sus operaciones en Colombia en enero de 1916 con la apertura de su primera oficina en la ciudad de Medellín, convirtiéndose en el banco internacional más antiguo del país. La compañía es una subsidiaria colombiana de la empresa multinacional de servicios financieros Citigroup.
El 31 de enero del 2018, la compañía vende su banca de personas y pymes al banco Colpatria, operación que fue aprobada por la Superintendencia Financiera de Colombia el 1 de julio de 2018, donde el Citi cesa sus operaciones en la banca de personas y pymes lo cual ocasionó molestias dentro de sus usuarios. Aunque continua ofreciendo el servicio de banca corporativa.

## Sostenibilidad
A través de Citi Foundation, Citi Colombia traslada los recursos para ayudar a las comunidades donde opera la compañía. Según su informe de sostenibilidad 2014, la fundación apoya organizaciones que trabajan en pro de la inclusión y educación financiera, desarrollo empresarial y educación para jóvenes.
Una de las iniciativas de apoyo social es el Premio Citi al Microempresario, evento que busca reconocer el esfuerzo de los microempresarios colombianos que han emprendido un negocio sostenible que aporta al desarrollo de la comunidad. En la 13° edición del Premio, que se llevó a cabo en noviembre de 2015, reconocieron a siete microempresarios y una entidad microfinanciera. Los ganadores recibieron un aporte económico para sus microempresas (un total de $127 millones), un día de capacitación y el reconocimiento por parte del jurado durante la ceremonia de premiación realizada el 6 de noviembre en el Club El Nogal de Bogotá.
Como reconocimiento al trabajo de Citi en sostenibilidad, la organización hace parte del índice global Dow Jones de Sostenibilidad (DJSI) desde hace 15 años.